# Aprilia Pegaso
Pour les articles homonymes, voir Pegaso.

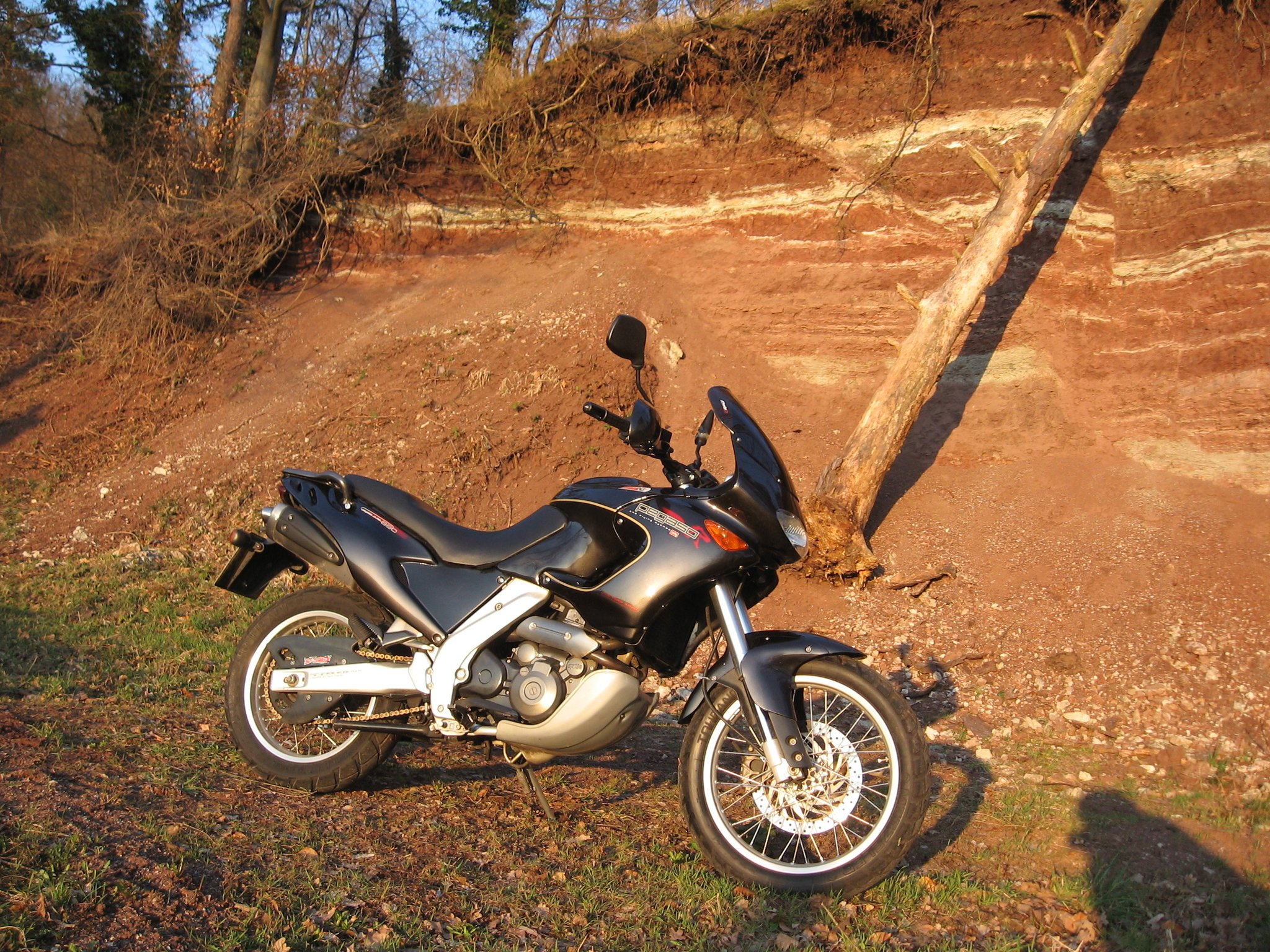

L’Aprilia Pegaso est une moto fabriquée par Aprilia. Présentée comme polyvalente entre la route et les chemins, elle est apparue en 1989 en version 125 cm3. Elle a également été produite en 50, 600 et 650 cm3.

## Pegaso 50
Produit de 1992 à 1997, ce modèle, tout comme la version 125 cm3, s’inspire beaucoup de l’Aprilia RX. Sa présentation publique a été accompagnée de la version 600 cm3.

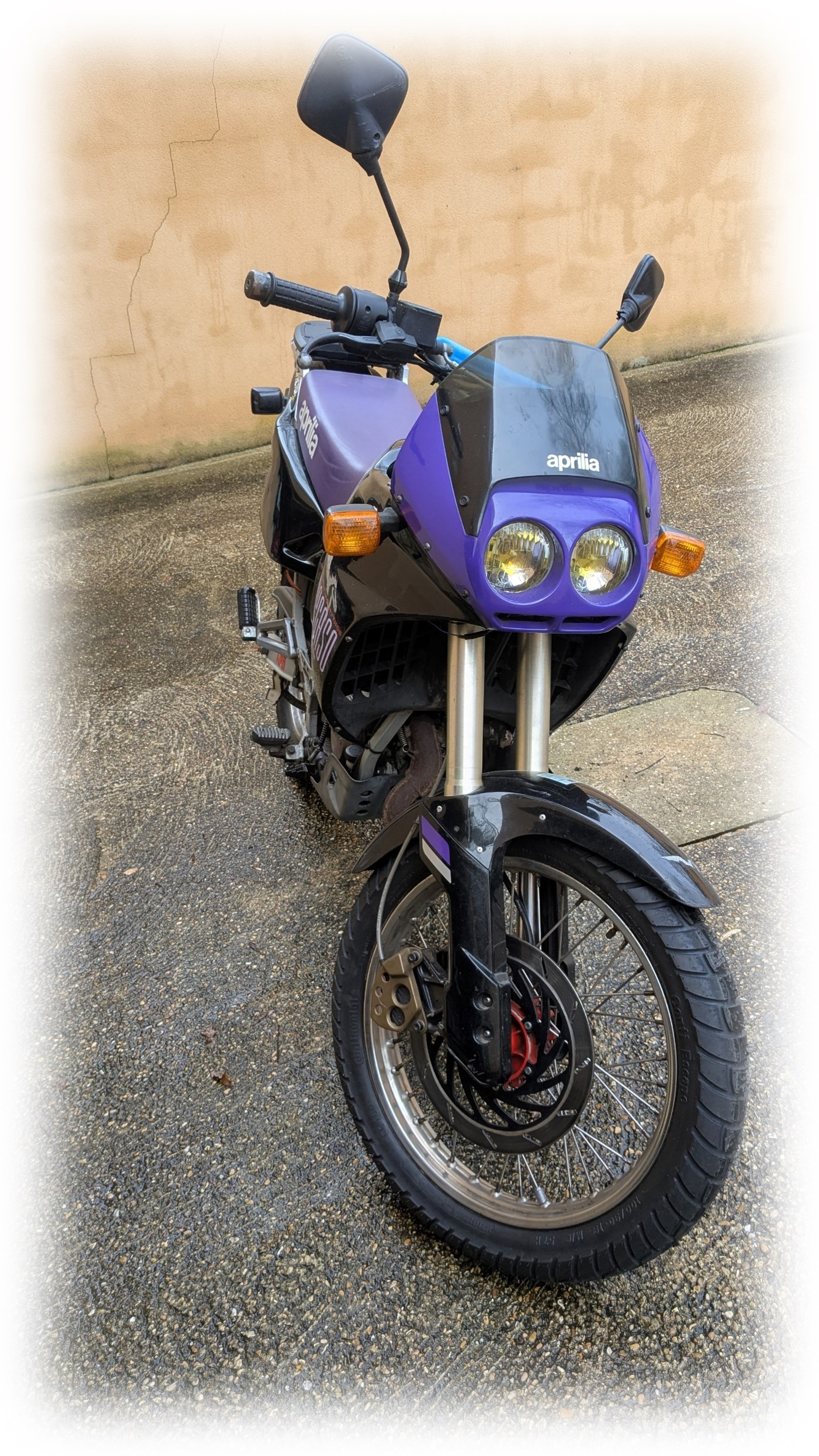

## Pegaso 125
Produite de 1989 à 1996, la Pegaso 125 est une moto qui partage de nombreuses caractéristiques avec le RX en format trail. Elle peut, notamment, être utilisée sur route et sur chemin.
On relève aussi la capacité élevée de son réservoir de 14 litres.
Cette moto a subi quelques évolutions de style dès 1990, principalement sur la face avant dont les 2 phares cèdent la place à un mono-phare. Ce modèle 125 est équipé du fameux moteur 2 temps à graissage séparé ROTAX 123 associé à une boîte de vitesses à 6 rapports, équipant également d'autres modèles de la marque : RS125, AF1, Red Rose, mais aussi la Tuareg. 
Ce moteur, sur la Pegaso développe 31CV avec un carburateur dell'orto de 34mm. Freins à disques avant avec étrier double piston, et disques arrière de l'équipementier Brembo. Le refroidissement est assuré par un radiateur à liquide.

## Pegaso 600 et 650
Introduit en 1990 en version 600 cm3, ce modèle était, et est toujours, caractérisé par son gros monocylindre. Deux ans plus tard, il developpe 650 cm3.
En 1997, alors que les modèles de cylindrée inférieure étaient retirés de la liste, la 650 fut présentée avec de nouveaux réglages qui ont entrainé une modification des mensurations de la moto. Elle a connu également des évolutions mécaniques importantes.
En 2001, deux autres changements apparaissent : l’adoption de l’injection électronique et l’abandon de la fourche inversée au profit d’une fourche classique.
Disponible en trois versions pour sa quatrième édition (2005), la Pegaso peut être :
- Pegaso 650 Strada
- Pegaso 650 Trail
- Pegaso 650 Factory, qui comprend des composants légers et un aspect plus sportif, mais sans augmentation de la puissance ou du couple.

Ces trois versions ont un nouveau moteur de 650 cm3 Yamaha Minarelli de 48 ch et un couple de 6 mkg. Ce monocylindre a été révisé par Aprilia en ce qui concerne l’injection, l’aspiration et les collecteurs d’échappements.

## Source
- (it) Cet article est partiellement ou en totalité issu de l’article de Wikipédia en italien intitulé « Aprilia Pegaso » (voir la liste des auteurs).